# CXCL14
CXCL14 (англ. C-X-C motif chemokine ligand 14) – білок, який кодується однойменним геном, розташованим у людей на 5-й хромосомі. Довжина поліпептидного ланцюга білка становить 111 амінокислот, а молекулярна маса — 13 078.
| 10         |  | 20         |  | 30         |  | 40         |  | 50         |
| ---------- |  | ---------- |  | ---------- |  | ---------- |  | ---------- |
| MSLLPRRAPP |  | VSMRLLAAAL |  | LLLLLALYTA |  | RVDGSKCKCS |  | RKGPKIRYSD |
| VKKLEMKPKY |  | PHCEEKMVII |  | TTKSVSRYRG |  | QEHCLHPKLQ |  | STKRFIKWYN |
| AWNEKRRVYE |  | E          |  |            |  |            |  |            |

A: Аланін

C: Цистеїн

D: Аспарагінова кислота

E: Глутамінова кислота

F: Фенілаланін

G: Гліцин

H: Гістидин

I: Ізолейцин

K: Лізин

L: Лейцин

M: Метіонін

N: Аспарагін

P: Пролін

Q: Глутамін

R: Аргінін

S: Серин

T: Треонін

V: Валін

W: Триптофан

Кодований геном білок за функцією належить до цитокінів. 
Задіяний у такому біологічному процесі, як хемотаксис. 
Секретований назовні.